# Schienenoberkante

Profil einer Vignolschiene

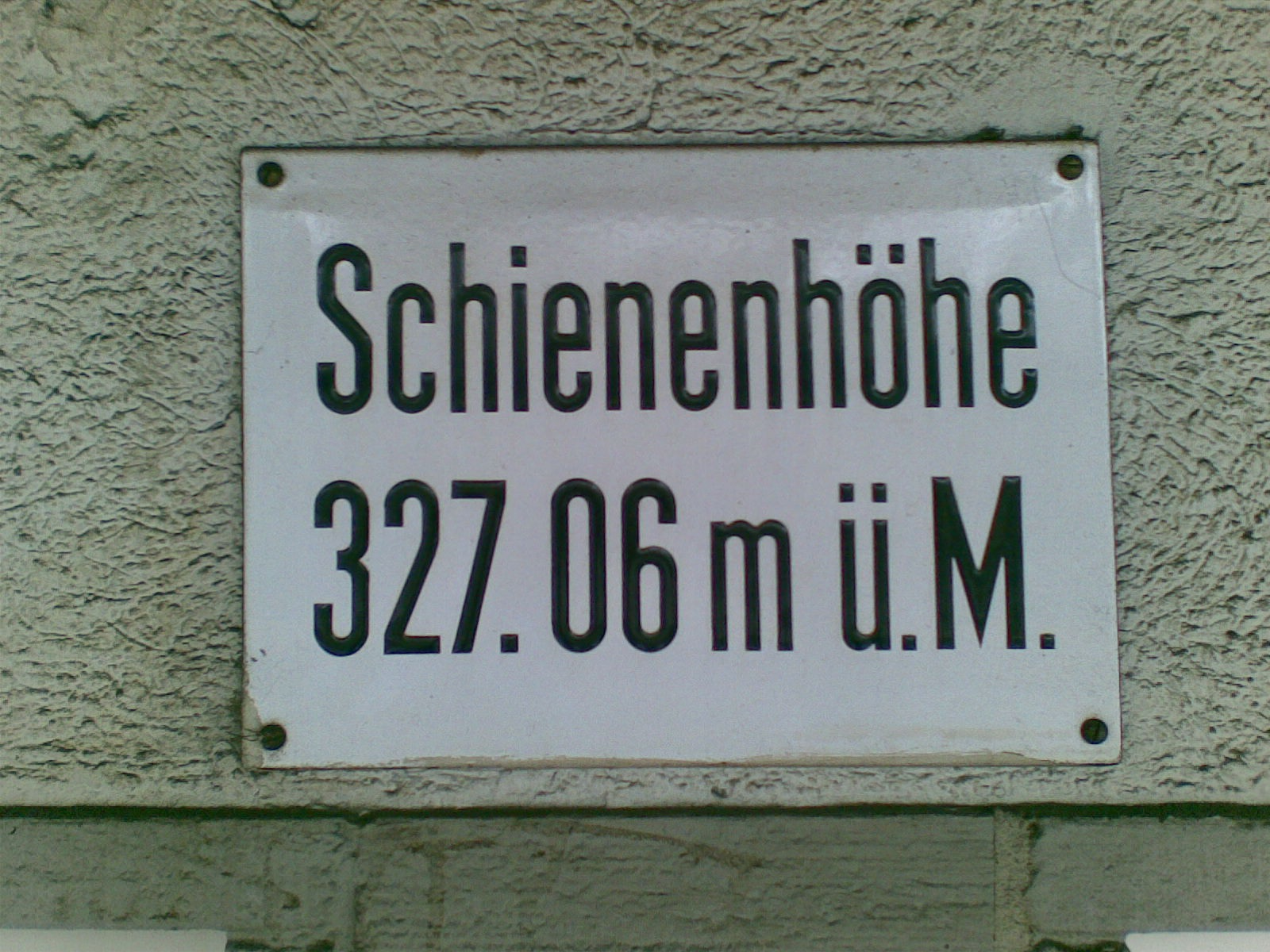
Schild im Bahnhof Liestal

Die Schienenoberkante, abgekürzt SOK oder auch SO, ist die höchste Linie auf der Lauffläche eines Schienenkopfs. Die Schienenoberkante ist ein wichtiger Begriff im Eisenbahnwesen, da sie als Bezugspunkt für viele andere Angaben dient.
So werden beispielsweise die Fahrdrahthöhe bei der Oberleitung, das Lichtraumprofil, die Höhe von Bahnsteigkanten und die Höhe von Verladerampen mit dieser Bezugsgröße angegeben. Auch wird die Höhenangabe in Deutschland und in Österreich Höhe über dem Meeresspiegel (m), in der Schweiz und in Liechtenstein Meter über Meer (m ü. M.) von Eisenbahnanlagen, im Besonderen bei Bahnhöfen meist bezogen auf die Schienenoberkante angegeben.
Durch die Einbauneigung der Schienen berührt die Verbindungslinie der höchsten Punkte beider Schienen eines Gleises den Schienenkopf nicht genau mittig, sondern jeweils leicht gegen die Außenseite des Gleises verschoben.